# Vanilla bicolor
Vanilla bicolor är en orkidéart som beskrevs av John Lindley. Vanilla bicolor ingår i släktet Vanilla och familjen orkidéer. Inga underarter finns listade i Catalogue of Life.